# 伊塔奥卡
伊塔奥卡是巴西圣保罗州的一个市镇。总面积182.495平方公里，总人口3080人，人口密度16.9人/平方公里。